# Ezop

Aesopus moralisatus, 1485

Ezop (gr. Αἴσωπος Aisopos) – grecki bajkopisarz pochodzący z Frygii w Azji Mniejszej. Przyjmuje się, że żył w VI wieku p.n.e., za panowania Krezusa, według tradycji był niewolnikiem Jadmosa z Samos. Postać na wpół legendarna, o której życiu i twórczości mało wiadomo. Daty jego urodzin i śmierci nie są znane. 
Uważany jest za twórcę bajki zwierzęcej, czyli takiej, w której bohaterami są zwierzęta (aczkolwiek pierwszą znaną bajkę tego typu – „Jastrząb i słowik” – stworzył (czy spisał) Hezjod), oraz moralizującej i satyrycznej. Z początku bajki nie były uznawane za typowe utwory dla dzieci, lecz dla dorosłych. W swoich bajkach wyśmiewał ludzi, ukazując ich pod postaciami zwierząt. Z pozoru zabawne, pisane prozą bajki Ezopa zawierały gorzką prawdę i głęboką mądrość. Urzekły one nawet Sokratesa, który podczas pobytu w więzieniu doszedł – według Platona (Plat. Fed. IVB) – do przekonania, że „poeta, jeśli ma być poetą, powinien przypowieści spisywać a nie myśli, choćby sam nie był bajarzem; dlatego, mając pod ręką i znając na pamięć bajki Ezopa, ułożyłem je wierszami”. Z próbek tych nic się nie zachowało, prawdopodobnie było to literackie zmyślenie Platona, niemniej dowodzi wielkiej popularności Ezopa
Nie zachował się oryginalny zbiór jego utworów, ani ich adaptacja dokonana przez Demetriusza z Faleronu (IV/III wiek p.n.e.). Znane są przede wszystkim z przeróbek wierszowanych Fedrusa i Babriosa.
Na początku XIV w. zebrał przypisane mu bajki Maksym Planudes. Do literatury polskiej wprowadził go Biernat z Lublina. W dużej mierze z Ezopa zaczerpnął treść swoich utworów XVII-wieczny francuski bajkopisarz Jean de La Fontaine. 